# Gadoliniet
Het mineraal gadoliniet is een cerium-lanthanium-neodymium-yttrium-ijzer-beryllium-silicaat met de chemische formule (Ce,La,Nd,Y)2Fe2+Be2Si2O10. Het mineraal behoort tot de nesosilicaten en de samenstelling kan variëren van meer cerium naar meer yttrium.

## Eigenschappen
Het doorzichtig zwarte gadoliniet heeft een glasglans, een groengrijze streepkleur en het mineraal kent geen splijting. Het kristalstelsel is monoklien. Gadoliniet heeft een gemiddelde dichtheid van 4,2, de hardheid is 6,5 tot 7 en het mineraal is, wanneer het de ceriumhoudende variëteit betreft, zwak radioactief. De gamma ray waarde volgens het American Petroleum Institute is 44.145,76.

## Naam
Het mineraal gadoliniet is, net als het element gadolinium, genoemd naar de Finse mineraloog en scheikundige Johan Gadolin die in 1792 voor het eerst een yttriumoxide isoleerde.

## Voorkomen
Het mineraal gadoliniet wordt gevormd in syenitische pegmatieten en op de contactvlakken van basalten en monzonieten. De typelocaties van het cerium-eindlid van gadoliniet zijn Buer, nabij Skien in de Noorse Bjorkendalen regio en de Bakken groeve in Tvedalen. Het mineraal wordt ook gevonden in de regio Telemarken. De typelocatie van het yttriumhoudende lid van gadoliniet is Ytterby, Resarö, Zweden.